# Kyjanka (rejon nowogrodzki)
Kyjanka (ukr. Киянка) – wieś na Ukrainie, w obwodzie żytomierskim, w rejonie nowogrodzkim, nad rzeką Smołką. W 2001 roku liczyła 684 mieszkańców.
Pierwsza wzmianka o wsi pochodzi z 1565 roku. Pod koniec XIX w. wieś Kijanka w powiecie owruckim, na gruntach wsi wypływa rzeka Uż. W 1920 roku, w czasie wojny polsko-bolszewickiej, doszło koło Kyjanki do bitwy pomiędzy oddziałami polskim i rosyjskim, która zakończyła się zwycięstwem czerwonoarmistów. W czasach radzieckich w miejscowości znajdowała się siedziba kołchozu „Prawda”. 